# Quirla
Quirla est une ancienne commune allemande de l'arrondissement de Saale-Holzland, Land de Thuringe.

## Géographie
La commune comprend deux quartiers séparés par la Bundesautobahn 4 : Quirla au nord et Dorna au sud.
| Ruttersdorf-Lotschen |        | Bollberg                 |
| Stadtroda            | Quirla | Möckern/Mörsdorf         |
|                      | Tissa  | Lippersdorf-Erdmannsdorf |

## Histoire
Quirla est mentionné pour la première fois en 1525, Dorna en 1300.
Dans la nuit du 1er au 2 octobre 2006, Quirla est victime d'une tornade de catégorie F3 qui détruit gravement 30 maisons, en touche 20 autres et fait trois blessés.

## Source, notes et références
- (de) Cet article est partiellement ou en totalité issu de l’article de Wikipédia en allemand intitulé « Quirla » (voir la liste des auteurs).